# Galaxea horrescens
Galaxea horrescens là một loài san hô trong họ Oculinidae. Loài này được Dana mô tả khoa học năm 1846.